# Piprasi
Piprasi foun un antic principat de l'Índia, la capital del qual era Pripasi al nord de Saugor a les Províncies Centrals, avui Madhya Pradesh.
Un raja bundela de nom Shahji va construir la fortalesa de Kanjia en un turó al sud de la vila. El 1726, Vikramaditya, un descendent de Shahji, fou expulsat de Kanjia per Hasanullah Khan, nawab de Kurwai, i es va refugiar a Piprasi, un petit poble a l'extrem nord de la comarca on els seus descendents van conservar un territori com a sobirans sota domini britànic, sense pagar renda. El 1870 era príncep Amrit Singh.